# Асін Тотумкал
Асін Тотумкал (малаял. അസിൻ തോട്ടുങ്കൽ, англ. Asin Thottumkal; нар.. 26 жовтня 1985 року, Кочі, Індія) — індійська акторка, яка почала кар'єру на півдні Індії, а згодом перейшла до Боллівуду. Дебютувала в кіно у 2001 році. Лауреатка Filmfare Awards, Filmfare Awards South та інших індійських кінопремій. Завершила акторську кар'єру після одруження.

## Життєпис
Асін Тотумкал народилася 26 жовтня 1985 року в місті Кочі штату Керала в родині Селіни та Джозефа Тотумкал. Її мати — хірург, а батько керує власним бізнесом. Ім'я «Асін» для неї вибрав батько, склавши разом «А» (на санскриті означає заперечення) і «sin» (в перекладі з англ.  — гріх).
Асін почала працювати в модельному бізнесі ще в школі, а в 15 років дебютувала у фільмі на малайялам Narendran Makan Jayakanthan Vaka (2001). Наступного року вона завершила навчання в коледжі і перейшла у кінематограф на телугу. У 2003 році на екрани вийшов її перший телугумовний фільм Amma Nanna O Tamila Ammayi, який приніс їй премію Filmfare Awards South. Наступного року вона дебютувала в кіно тамільською мовою, знявшись у рімейку її попереднього фільму. У наступні роки зіграла в таких тамільських блокастерах, як «Перемогти себе», «Домашнє вогнище» (2005) і «Хуліган» (2007). «Перемогти себе» приніс їй другу Filmfare Awards South й відкрив дорогу до Боллівуду, коли її запросили повторити роль у гінді-мовному рімейку фільму. Цей фільм мав шалений успіх у касі та став першим фільмом боллівуду, який зібрав у прокаті більше 100 крор (1 млрд рупій). Настільки ж успішними стали її наступні фільми на гінді: «Завжди готовий!» (2011), «Повний дім 2» і «Шахрай мимоволі» (2012). У 2011 році вийшов її останній фільм тамільською мовою — «Охоронець», а після виходу фільму «Весілля по любові» («Гравець 786») акторка взяла перерву.
Вона повернулася на екрани в 2015 році в комедії «Все в порядку», яка провалилася в прокаті.
19 січня 2016 року Асін Тотумкал вступила в шлюб з підприємцем Рахулом Шарму і висловила бажання залишити кінематограф, щоб зосередитися на родині. У жовтні 2017 року народила доньку.

## Фільмографія
| Рік  |   | Українська назва  | Оригінальна назва                          | Роль                              |
| ---- | - | ----------------- | ------------------------------------------ | --------------------------------- |
| 2001 | ф |                   | Narendran Makan Jayakanthan Vaka (малаял.) | Сватхі                            |
| 2003 | ф |                   | Amma Nanna O Tamila Ammayi (тел.)          | Мугабігамбал «Ченнай»             |
| 2003 | ф |                   | Sivamani (тел.)                            | Васантха                          |
| 2004 | ф |                   | M. Kumaran S/O Mahalakshmi (там.)          | Мітхілі «Малабар»                 |
| 2004 | ф |                   | Lakshmi Narasimha (тел.)                   | Рукміні                           |
| 2004 | ф |                   | Gharshana (тел.)                           | Майя                              |
| 2005 | ф | Бажання сердець   | Ullam Ketkumae (там.)                      | Прія                              |
| 2005 | ф |                   | Chakram (тел.)                             | Лакшмі                            |
| 2005 | ф | Перемогти себе    | Ghajini (там.)                             | Калпана                           |
| 2005 | ф |                   | Majaa (там.)                               | Сітха Лакшмі                      |
| 2005 | ф | Домашнє вогнище   | Sivakasi (там.)                            | Хема                              |
| 2006 | ф |                   | Annavaram (тел.)                           | Айшварія                          |
| 2006 | ф | Несхожі           | Varalaru (там.)                            | Дів'я                             |
| 2007 | ф |                   | Aalwar (там.)                              | Прія                              |
| 2007 | ф | Хуліган           | Pokkiri (там.)                             | Шруті                             |
| 2007 | ф | Близнюки          | Vel (там.)                                 | Сватхі                            |
| 2008 | ф | Десять аватар     | Dasavathaaram (там.)                       | Котхай Радха / Андаал             |
| 2008 | ф | Гаджіні           | Ghajini                                    | Калпана Шетті                     |
| 2009 | ф | Лондонські мрії   | London Dreams                              | Прія                              |
| 2011 | ф | Охоронець         | Kaalavan (там.)                            | Міра Мутхурамалінгам              |
| 2011 | ф | Завжди готовий!   | Ready                                      | Санджана Сінгх                    |
| 2012 | ф | Повний будинок 2  | Housefull 2                                | Хіна Капур                        |
| 2012 | ф | Обманщик мимоволі | Bol Bachchan                               | Санія Алі / Санія Баччан / Апекша |
| 2012 | ф | Гравець 786       | Khiladi 786                                | Інду Тендулкар                    |
| 2015 | ф | Все буде добре    | All Is Well                                | Німмі                             |

## Нагороди та номінації
| Нагороди та номінації | Нагороди та номінації | Нагороди та номінації                       | Нагороди та номінації      | Нагороди та номінації | Нагороди та номінації |
| Рік                   | Премія                | Категорія                                   | Фільм                      | Результат             | Посилання             |
| --------------------- | --------------------- | ------------------------------------------- | -------------------------- | --------------------- | --------------------- |
| 2004                  | Filmfare Awards South | Краща акторка в фільмі на телугу            | Amma Nanna O Tamila Ammayi | Перемога              | [ 11 ] [ 12 ]         |
| 2006                  | Filmfare Awards South | Краща акторка в фільмі на тамільською мовою | Перемогти себе             | Перемога              | [ 13 ]                |
| 2006                  | Filmfare Awards South | Краща акторка в фільмі на тамільською мовою | Majaa                      | Номінація             | [ 13 ]                |
| 2008                  | Filmfare Awards South | Краща акторка в фільмі на тамільською мовою | Хуліган                    | Номінація             |                       |
| 2009                  | Filmfare Awards South | Краща акторка в фільмі на тамільською мовою | Десять аватар              | Номінація             |                       |
| 2009                  | Filmfare Awards       | Кращий жіночий дебют                        | Гаджини                    | Перемога              | [ 14 ]                |
| 2009                  | Filmfare Awards       | Краща акторка                               | Гаджини                    | Номінація             | [ 15 ]                |